# Giorgio Doria Pamfilj Landi

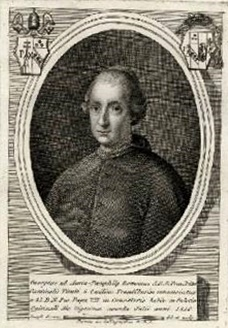
Giorgio Kardinal Doria Pamphilj Landi

Giorgio Doria Pamfilj Landi (* 17. November 1772 in Rom, Italien; † 16. November 1837 in Rom) war ein Kardinal der römisch-katholischen Kirche.
Am 31. Mai 1804 zum Priester geweiht, wurde der aus dem Haus Doria-Pamphilj stammende Geistliche 1808 zum Präfekten des Päpstlichen Haushaltes. Am 8. März 1816 zum Kardinal „in pectore“ erhoben, wurde sein Name am 22. Juli 1816 veröffentlicht. Am 23. September 1816 mit der Titelkirche Santa Maria in Via versehen, wurde er noch 1816 Kommendatarabt von Ss. Vincenzo ed Anastasia. Am 16. März 1818 wechselte er als Kardinalpriester auf die Titelkirche S. Cecilia. Seit dem 10. Februar 1821 Präfekt der Ritenkongregation, wurde er 1828 auch zum Großprior der Malteser in Rom. Gegen Ende seines Lebens war der Kardinal fast gänzlich erblindet.